# Paul List
Paul M. List (en hebreu: פאול ליסט, en rus: Павел Лист; 9 de setembre de 1887 - 9 de setembre de 1954) fou un jugador d'escacs jueu ucraïnès. Va néixer a Odessa, (llavors Imperi Rus), i al llarg de la seva vida, va viure a Rússia, Alemanya, i Anglaterra.

## Resultats destacats en competició

### A Rússia i Ucraïna
EI 1908 va guanyar el torneig d'Odessa. El 1910 empatà un matx (+4 –4 =1) contra Grigori Löwenfisch, i empatà al tercer lloc al torneig d'Odessa, (el campió fou Boris Verlinsky). El 1911 empatà als llocs 15è-16è a St. Petersburg (campió: Stepan Levitsky). El 1912, a Vílnius, empatà al 4t lloc amb Ilya Rabinovich en el VII Torneig de Mestres de Totes les Rússies (Hauptturnier); el torneig el guanyà Karel Hromádka.

### A Alemanya
Els anys 1920 List anà a viure a Alemanya, i mentre hi vivia, el 1926 empatà al 7è lloc al torneig de Berlin. El 1927 empatà al 6è lloc a Berlin, i al 3r a Magdeburg (25è DSB Congress) (només superat per Rudolf Spielmann i Iefim Bogoliúbov. El 1928 empatà al 5è lloc al torneig (Café Koenig) de Berlin Berlin Café Koenig 1928. El 1930 empatà al tercer lloc a Frankfurt (campió: Aaron Nimzowitsch). El 1932 empatà al 8è lloc a Swinemünde (campió: Gösta Stoltz), i el 1937 empatà (amb Salo Landau al quart lloc a Oostende (campió: Reuben Fine).
El 1937 va anar a Riga a jugar un torneig quadrangular, on va guanyar davant els forts jugadors locals Movsas Feigins, Fricis Apšenieks (dos excampions de Letònia) i Teodors Bergs.

### Anglaterra
El 1938 List anà a viure a Anglaterra, i aquell any empatà al 3r lloc amb Philip Stuart Milner-Barry a Plymouth. El 1939 empatà al 2n lloc a Birmingham, i fou 4t a Hampstead. El 1940 empatà al 1r lloc amb Harry Golombek a l'Easter de Londres.
Després de la II Guerra Mundial, fou 5è a Zaanstreek 1946 (el campió fou Max Euwe).